# 1907 en santé et médecine
| Années de la santé et de la médecine : 1904 - 1905 - 1906 - 1907 - 1908 - 1909 - 1910    |
| Décennies de la santé et de la médecine : 1870 - 1880 - 1890 - 1900 - 1910 - 1920 - 1930 |

Cet article présente les faits marquants de l'année 1907 en santé et médecine.

## Événements
- 12 mai : l'écrivain et critique d'art Joris-Karl Huysmans meurt à Paris d'un cancer de la mâchoire à 59 ans.
- 4 septembre : le compositeur et pianiste norvégien Edvard Grieg meurt de tuberculose à 64 ans .
- Septembre : constitution à Bordeaux de la Fédération des étudiants en médecine de France[1],[2].
- Novembre : manifestations d'étudiants hostiles à la nomination des professeurs Adolphe Nicolas et Auguste Prenant à la faculté de médecine de Paris[1].
- 12 mai : signature à Rome d'un traité créant l'Office international d'hygiène publique de Paris (OIHP)[3], ancêtre de l'OMS[4].

Date inconnue
- Charles Mantoux met au point le test de dépistage de la tuberculose par intradermo-réaction à la tuberculine.
- Loi « Dubief » sur le régime des aliénés[5].
- Fondation de l'hôpital Sainte-Justine à Montréal[6].
- Au Mount Sinai Hospital de New York, Reuben Ottenberg (en) réussit la première transfusion sanguine humaine en utilisant l'épreuve par réaction croisée, et il établit à cette occasion la preuve que les donneurs du groupe O sont universels[7].
- La dengue devient la deuxième maladie dont l'origine virale est reconnue[8].

## Prix
- Prix Nobel de médecine : Alphonse Laveran, « pour ses travaux sur le rôle joué par les protozoaires dans les causes des maladies[9] ».

## Naissance en 1907
- 9 janvier : Charles Mérieux (mort en 2001), bactériologiste et sérologiste français.
- 9 février : Pierre Aliker (mort en 2013), médecin et homme politique français, premier Martiniquais interne des hôpitaux de Paris.
- 26 janvier : Hans Selye (mort en 1982), endocrinologue canadien d'origine autrichienne.
- 4 mars Rosalind Pitt-Rivers (morte en 1990), biochimiste britannique, spécialiste de la glande thyroïde.
- 18 mars : John Zachary Young (mort en 1997), zoologiste britannique, spécialiste du système nerveux central des mollusques et des mammifères.
- 15 avril : Nikolaas Tinbergen (mort en 1988), éthologue et ornithologue néerlandais, lauréat en 1973 du prix Nobel de physiologie ou médecine avec Karl von Frisch et Konrad Lorenz, pour leurs découvertes concernant le comportement individuel et social des animaux.
- 23 mars : Daniel Bovet (mort en 1992), médecin d'origine suisse, naturalisé italien, prix Nobel de médecine en 1957, « pour ses découvertes relatives aux composés synthétiques qui bloquent l'action de certaines des substances produites par l'organisme, et en particulier leur action sur l'appareil cardiovasculaire et sur les muscles squelettiques[10] ».
- 26 mai : Jean Bernard (mort en 2006), hématologue et cancérologue français.
- 26 juin : Robert Gwyn Macfarlane (en) (mort en 1987), hématologiste britannique, spécialiste de l'hémophilie.
- 2 novembre : Pierre Laroque (mort en 1997), haut fonctionnaire français, connu comme le « père » de la sécurité sociale.
- 14 novembre : Jean Delay (mort en 1987), psychiatre, neurologue et écrivain français.
- 5 décembre : Berta Bobath (morte en 1991), physiothérapeute allemande, créatrice du Bobath concept (en) en 1948.
- 12 décembre : Claude Huriez (mort en 1984), médecin français.
- 28 décembre : Albert Rakoto Ratsimamanga (mort en 2001), médecin, homme politique et diplomate malgache.

## Décès en 1907
- 20 janvier : Émile Javal  (né en 1839), ophtalmologiste et homme politique français.
- 22 janvier : Pierre Budin (né en 1846), pédiatre et obstétricien français[11].
- 6 février : Gottlieb Burckhardt (né en 1836), psychiatre suisse.
- 19 février : William Hales Hingston (né en 1829), médecin et chirurgien canadien.
- 28 février : Mathias Duval (né en 1844), anatomiste et histologiste français.
- 7 mars : Auguste Corlieu (né en 1825), médecin et historien local, bibliothécaire honoraire de la faculté de médecine[12].
- 18 mars : Marcellin Berthelot (né en 1827), chimiste, organicien, pharmacologue et biologiste français.
- 19 mars : Émile Mauchamp (né en 1870), médecin français, assassiné à Marrakech, près du dispensaire où il exerçait.
- 22 mars : Xavier Galezowski (né en 1832), ophtalmologiste et oculiste français d'origine polonaise.
- 22 avril : Charles Féré (né en 1852), psychiatre français[13].
- 2 mai : Paul Poirier (né en 1853), chirurgien et anatomiste français.
- 4 juin : Georg Albert Girtanner (né en 1839), médecin, ornithologue et naturaliste suisse, réintroducteur du bouquetin dans son pays[14],[15],[16].
- 13 juillet : Jacques-Joseph Grancher (né en 1843), médecin français, spécialiste de la tuberculose[17],[18].
- 19 août : Édouard de Lavarenne (date de naissance inconnue), médecin français, fondateur avec Maurice Letulle de La Presse médicale[19].
- 20 août : Eduard Hitzig (né en 1838), psychiatre et neurologue suisse.
- 16 septembre : James Carroll (né en 1854), médecin américain.